# Perfidia
En el contexto de la guerra, la perfidia es una forma de engaño en la que una parte se compromete a actuar de buena fe (por ejemplo, izando una bandera de rendición) con la intención de romper esa promesa una vez que el enemigo se haya expuesto ante ellos (por ejemplo, esperando que salgan al descubierto con el fin de captar a las fuerzas que se rinden).
Esta práctica está expresamente prohibida en virtud del Primer Protocolo Adicional a los Convenios de Ginebra del 12 de agosto de 1949, que establece:

Artículo 37.- Prohibiciones de la perfidia
1. Está prohibido matar, herir o capturar a un adversario recurriendo a la perfidia. Los actos que invitan a la fe de un adversario que le llevan a creer que tiene derecho, o está obligado a conceder la protección en virtud de las normas de derecho internacional aplicables en los conflictos armados, con la intención de traicionar esa confianza, constituyen perfidia. Los siguientes actos son ejemplos de perfidia:

(a) simular la intención de negociar bajo bandera blanca o de rendición;

(b) simular una incapacitación por heridas o enfermedad;

(c) simular ser un civil, no combatiente; y

(d) simular un estatus de protección mediante el uso de signos, emblemas o uniformes de las Naciones Unidas, de Estados neutrales o de otros que no son partes en el conflicto.

2. Las estratagemas de guerra no están prohibidas. Estas artimañas son actos que tienen por objeto inducir a error a un adversario o de inducirlo a actuar temerariamente, así que infringen ninguna norma del Derecho Internacional aplicables en los conflictos armados y que no son pérfidas porque no invitan a la buena fe de un adversario con respecto a la protección en virtud de esa ley. Los actos siguientes son ejemplos de estratagemas: el camuflaje, las artimañas, las operaciones simuladas y la desinformación.

La perfidia formaba parte habitual en las Leyes de la guerra mucho antes de ese Primer Protocolo. Por ejemplo, en  Cuarta Conferencia de La Haya: Leyes y Costumbres de la Guerra Terrestre (18 de octubre de 1907), el artículo 23, incluye:

Además de las prohibiciones establecidas por Convenciones especiales, está particularmente prohibido - ... Dar muerte o herir a traición a personas pertenecientes a la nación o al ejército enemigo; ... Usar indebidamente una bandera de tregua, de la bandera nacional o de las insignias militares o el uniforme del enemigo, así como los signos distintivos de la Convención de Ginebra. ...

La cuestión de si el uso de uniformes del enemigo para acercarse a estos sin atraer el fuego estaba dentro de las Leyes de la guerra se estableció en virtud del Derecho internacional humanitario en el juicio del año 1947 al Comandante planificador  de la Operación Greif, Otto Skorzeny, en los juicios de Dachau. El tribunal no encontró a Skorzeny culpable de un delito al ordenar a sus hombres entrar en acción con uniformes estadounidenses. Él había pasado a sus hombres la advertencia de los expertos legales alemanes, que si luchaban con uniformes americanos, se estarían violando las Leyes de guerra pero, probablemente no lo harían solo por vestir el uniforme. Durante el juicio, una serie de argumentos se adelantaron para fundamentar esta posición ya que militares alemanes y de EE. UU. parecían estar de acuerdo en ello. En su sentencia, el Tribunal señaló que el caso no requería que la Corte llegase a conclusiones distintas de las de culpable o no culpable, por lo que en consecuencia no hubo ninguna conclusión segura que se pueda extraer de la absolución de todos los acusados.